# Lord luogotenente del Nottinghamshire
La carica di lord luogotenente del Nottinghamshire è un ufficio di luogotenenza tradizionale dell'Inghilterra. Dal 1694, tutti i lords luogotenente sono divenuti custos rotulorum del Nottinghamshire.

## Lord luogotenenti del Nottinghamshire
- Henry Manners, II conte di Rutland 1552–1563?
- Edward Manners, III conte di Rutland 1574–1587?
- John Manners, IV conte di Rutland 3 dicembre 1587 – 24 febbraio 1588
- George Talbot, VI conte di Shrewsbury 31 dicembre 1588 – 8 novembre 1590
- vacante
- William Cavendish, I conte di Newcastle 6 luglio 1626 – 1642
- Interregno
- William Cavendish, I duca di Newcastle-upon-Tyne 30 luglio 1660 – 25 dicembre 1676
- Henry Cavendish, II duca di Newcastle-upon-Tyne 28 marzo 1677 – 28 marzo 1689
- William Pierrepont, IV conte di Kingston-upon-Hull 28 marzo 1689 – 17 settembre 1690
- vacante
- William Cavendish, I duca di Devonshire 6 maggio 1692 – 4 giugno 1694
- John Holles, I duca di Newcastle-upon-Tyne 4 giugno 1694 – 15 luglio 1711
- vacante
- Thomas Pelham-Holles, I duca di Newcastle-upon-Tyne 28 ottobre 1714 – 15 gennaio 1763
- Evelyn Pierrepont, II duca di Kingston-upon-Hull 15 gennaio 1763 – 12 settembre 1765
- Thomas Pelham-Holles, I duca di Newcastle-upon-Tyne 12 settembre 1765 – 17 novembre 1768
- Henry Pelham-Clinton, II duca di Newcastle-under-Lyne 28 dicembre 1768 – 22 febbraio 1794
- Thomas Pelham-Clinton, III duca di Newcastle-under-Lyne 2 maggio 1794 – 17 maggio 1795
- William Cavendish-Bentinck, III duca di Portland 19 giugno 1795 – 30 ottobre 1809
- Henry Pelham-Clinton, IV duca di Newcastle-under-Lyne 8 dicembre 1809 – 10 maggio 1839
- John Lumley-Savile, VIII conte di Scarbrough 10 maggio 1839 – 29 ottobre 1856
- Henry Pelham-Clinton, V duca di Newcastle-under-Lyne 4 dicembre 1857 – 18 ottobre 1864
- Edward Strutt, I barone Belper 6 dicembre 1864 – 30 giugno 1880
- William Beauclerk, X duca di St Albans 25 agosto 1880 – 10 maggio 1898
- William Cavendish-Bentinck, VI duca di Portland 2 giugno 1898 – 10 ottobre 1939
- William Cavendish-Bentinck, VII duca di Portland 10 ottobre 1939 – 17 maggio 1962
- Sir Robert Laycock 17 maggio 1962 – 10 marzo 1968
- Robert St Vincent Sherbrooke 7 giugno 1968 – 13 giugno 1972
- Philip Francklin 6 ottobre 1972 – 9 febbraio 1983
- Sir Gordon Hobday 9 febbraio 1983 – 11 febbraio 1991[1]
- Andrew Buchanan, V baronetto 11 febbraio 1991 – oggi[2]